# Igreja Católica na Jamaica
A Igreja Católica na Jamaica é parte da Igreja Católica no mundo, sob a liderança espiritual do Papa e da Cúria Romana. Há cerca de 50.000 católicos no país (por volta de 4% da população), que estão divididos em apenas uma arquidiocese, com duas dioceses sufragâneas:
- Arquidiocese de Kingston
  - Diocese de Mandeville
  - Diocese de Montego Bay

O trabalho caritativo é feito pela ordem monástica surgida na Jamaica, chamada Missionários dos Pobres.